# Thomas Nock
Thomas Nock (* 19. April 1968 in Zürich) ist ein Schweizer Schauspieler. 

## Leben
Thomas Nock wurde 1968 geboren. Bekannt wurde er in der Hauptrolle des Sohnes „Bub“ in Fredi Murers Höhenfeuer, der bei einer Umfrage des Schweizer Filmmagazins „Frame“ zu den beliebtesten Filmen der Schweizer Filmgeschichte gewählt wurde.

## Filmografie (Auswahl)
- 1985: Höhenfeuer
- 1988: Gemini – Die Zwillingssterne
- 1989: Embrasse-moi
- 1989: Noch ein Wunsch – Eine Liebesgeschichte
- 1994: Tatort: Herrenboxer